# Sansone e Dalila (Guercino)
Sansone e Dalila è un dipinto realizzato dal Guercino nel 1654, attualmente esposto al Museo di belle arti di Strasburgo.

## Storia
Quest'opera - e il suo pendant Lot e le sue figlie, oggi conservato presso il Museo del Louvre - fu portata a termine nel 1654 per volere di Carlo II di Gonzaga-Nevers, duca di Mantova e del Monferrato, a cui fu consegnata tre anni più tardi. Tra il 1715 ed il 1720 fu venduta ed in seguito, nel secolo successivo, divenne di proprietà del pittore e collezionista d'arte inglese John Charles Robinson, il quale la regalò al museo strasburghese nel 1893, come gesto di amicizia nei confronti del direttore del museo, Wilhelm von Bode, che aveva acquistato diversi elementi dalla sua collezione (in alcune pubblicazioni risalenti la data di cessione è erroneamente considerata il 1896).

## Descrizione
Contrariamente a quanto narrato nel biblico Libro dei Giudici e seguendo invece la rielaborazione della vicenda operata da Flavio Giuseppe nella sua monumentale opera Antichità giudaiche, è Dalila, nella rappresentazione, a tagliare i capelli a Sansone (nella Bibbia il compito è affidato ad un uomo). La severità della composizione, i colori tenui, quasi pallidi e il profilo scultoreo di Dalila sono caratteristiche tipiche della "terza maniera" del Guercino, ispirata al classicismo reniano. Il soggetto del dipinto, così come quello del pendant, ossia la vicenda di Lot e delle sue figlie, costituisce peraltro un monito contro i pericoli dell'ubriachezza.
Un disegno prepatatorio, la cui attuale collocazione è ignota, raffigura Dalila a mezzo busto, con un'espressione più femminile e fanciullesca ed una corporatura meno atletica.